# Barcience
Barcience é um município da Espanha na província de Toledo, comunidade autónoma de Castilla-La Mancha, de área 19 km² com população de 381 habitantes (2007) e densidade populacional de 20,05 hab./km².

## Demografia
| Variação demográfica do município entre 1991 e 2004 | Variação demográfica do município entre 1991 e 2004 | Variação demográfica do município entre 1991 e 2004 | Variação demográfica do município entre 1991 e 2004 |
| --------------------------------------------------- | --------------------------------------------------- | --------------------------------------------------- | --------------------------------------------------- |
| 1991                                                | 1996                                                | 2001                                                | 2004                                                |
| 111                                                 | 110                                                 | 108                                                 | 99                                                  |